# Малатья (аеропорт)
Аеропорт Малатья (тур. Malatya Havalimanı) (IATA: MLX, ICAO: LTAT) — військовий та цивільний аеропорт у місті Малатья, Туреччина. 
Аеропорт, відкритий в 1941 році, розташований за 34 км від Малатьї.

## Історія
Очікується, що новий термінал буде відкритий у 2023 році 
.
Під час землетрусу в Туреччині та Сирії 2023 року стеля аеропорту частково обвалилася. 

### 2-й сухопутний авіаційний полк
Поруч з аеропортом знаходиться командування 2-го сухопутного авіаційного полку. 
Бойові вертольоти TAI/AgustaWestland T-129 турецького виробництва надійшли на озброєння у 2014 році 
.

## Авіалінії та напрямки, серпень 2023
| Авіакомпанія     | Пункт призначення                                        |
| ---------------- | -------------------------------------------------------- |
| AnadoluJet       | Анкара, Стамбул–Сабіха Гьокчен                           |
| Pegasus Airlines | Стамбул–Сабіха Гьокчен                                   |
| SunExpress       | Ізмір Сезонний: Анталія, Дюссельдорф, Франкфурт-на-Майні |
| Turkish Airlines | Стамбул                                                  |

## Статистика
Див. джерело запитів Вікіданих та джерела.